# The Alibor
The Alibor je hrvatski glazbeni sastav iz Knina. Djela su im žanrovski raznolika i mogu se svrstati u alternativni, indie i twee-pop te alternativni i art rock.
Svoj prvi album Stvari s izleta objavili su 12. veljače 2024. godine na digitalnim platformama Spotify, Apple Music, YouTube i Bandcamp.
Drugi album Pobuna u fotokopirnici objavili su na istim digitalnim platformama 15. srpnja 2025. godine.

## Povijest
Bend su 2004. godine u Kninu osnovali Ivica Šimić i Jug Ramljak.
U travnju 2008. godine u izboru Večernjeg lista i časopisa Ritam uvršteni su među najboljih deset demo bendova u Hrvatskoj.
U prvoj fazi djelovanja, od 2004. do 2010. godine nastupali su u raznim klubovima uključujući zagrebačke Tvornica, Močvara, KSET , Gjuro II, Purgeraj, Soba i Praćka, splitski Bounty i  dubrovački Orlando.
Bend se raspao 2010. godine te se nakon 9 godina pauze opet okupio 2019. godine.
Uvršten je u Enciklopediju hrvatskog milenijskog rocka.
Godine 2024. objavili su svoj prvi studijski album Stvari s izleta. Koncertno su ga promovirali u Kninu (A3, Krka Fest, Advent), Oklaju (Prominski bronzin), Šibeniku (Azimut, Adventura), Zadru (Urbofon Live), Dubrovniku (Orlando), Rijeci (Beertija), Zagrebu (Močvara, Boogaloo), Ljubljani (Prulčec) i Banja Luci (Hotel Tesla).
Drugi album Pobuna u fotokopirnici objavili su 2025. godine.

## Diskografija
Studijski albumi
- Stvari s izleta (2024.)
- Pobuna u fotokopirnici (2025.)